# István Szondy
István Szondy (Berettyóújfalu, 29 de dezembro de 1925 – 31 de maio de 2017) foi um pentatleta campeão olímpico e ginete húngaro. 

## Carreira
István Szondy representou seu país nos Jogos Olímpicos de 1948, 1952 e 1956, na qual conquistou a medalha de ouro, por equipes e o bronze no individual em 1952. 